# Mineralogisches Museum der Universität Bonn

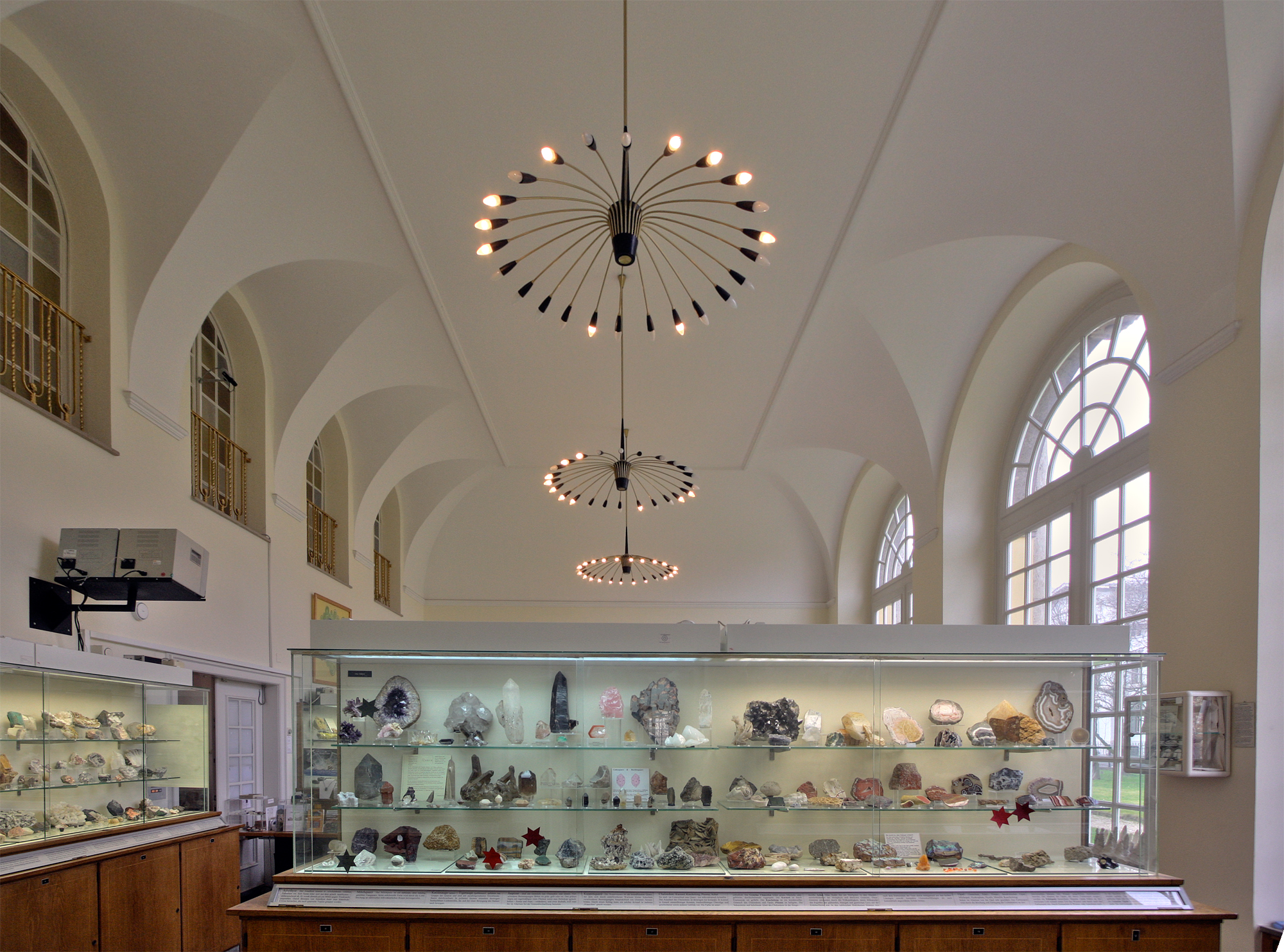
Saal 1 mit Schaukästen systematisch geordneter Minerale

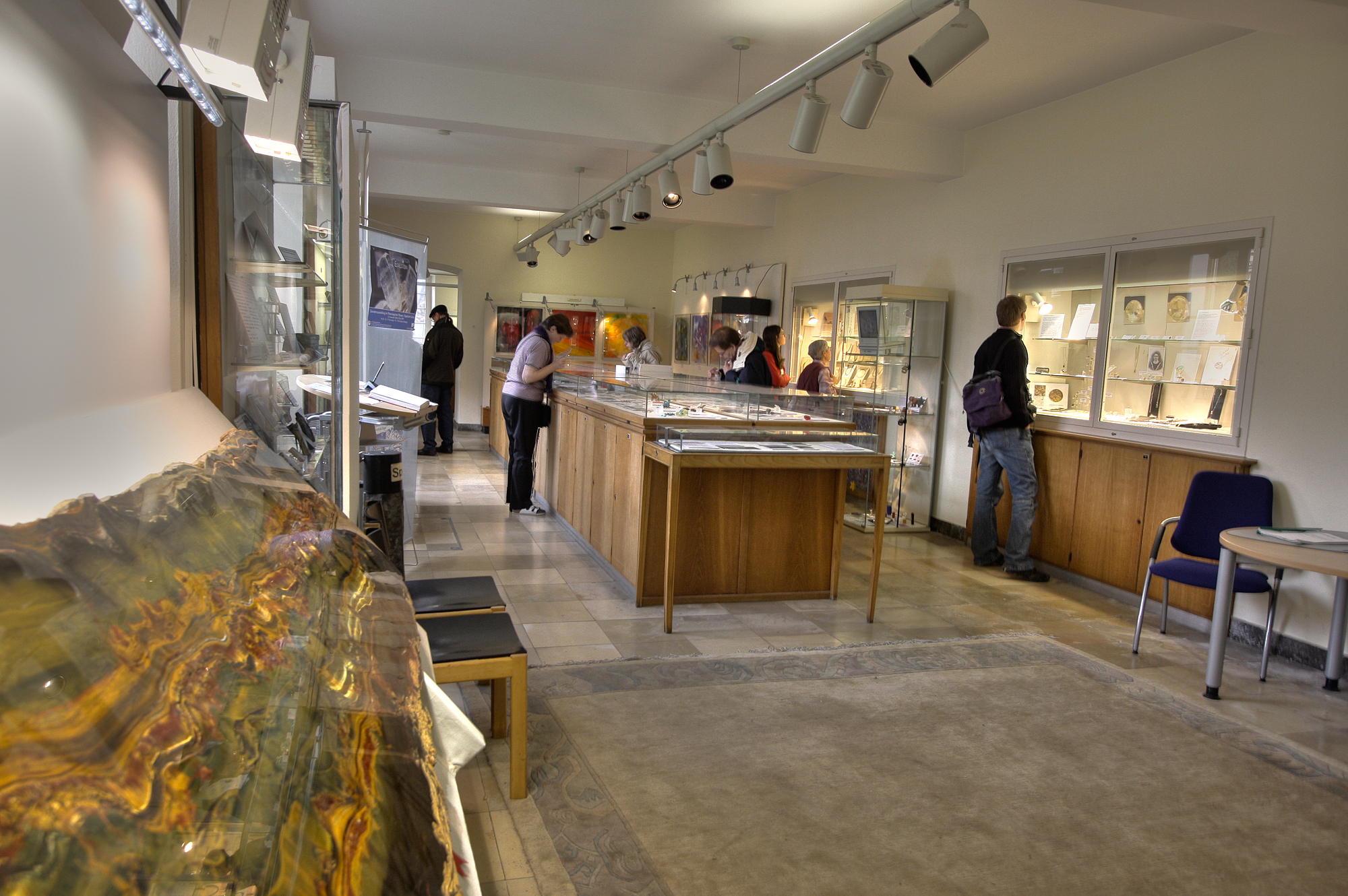
Saal 2 mit dem weltweit größten geschliffenen Tigerauge

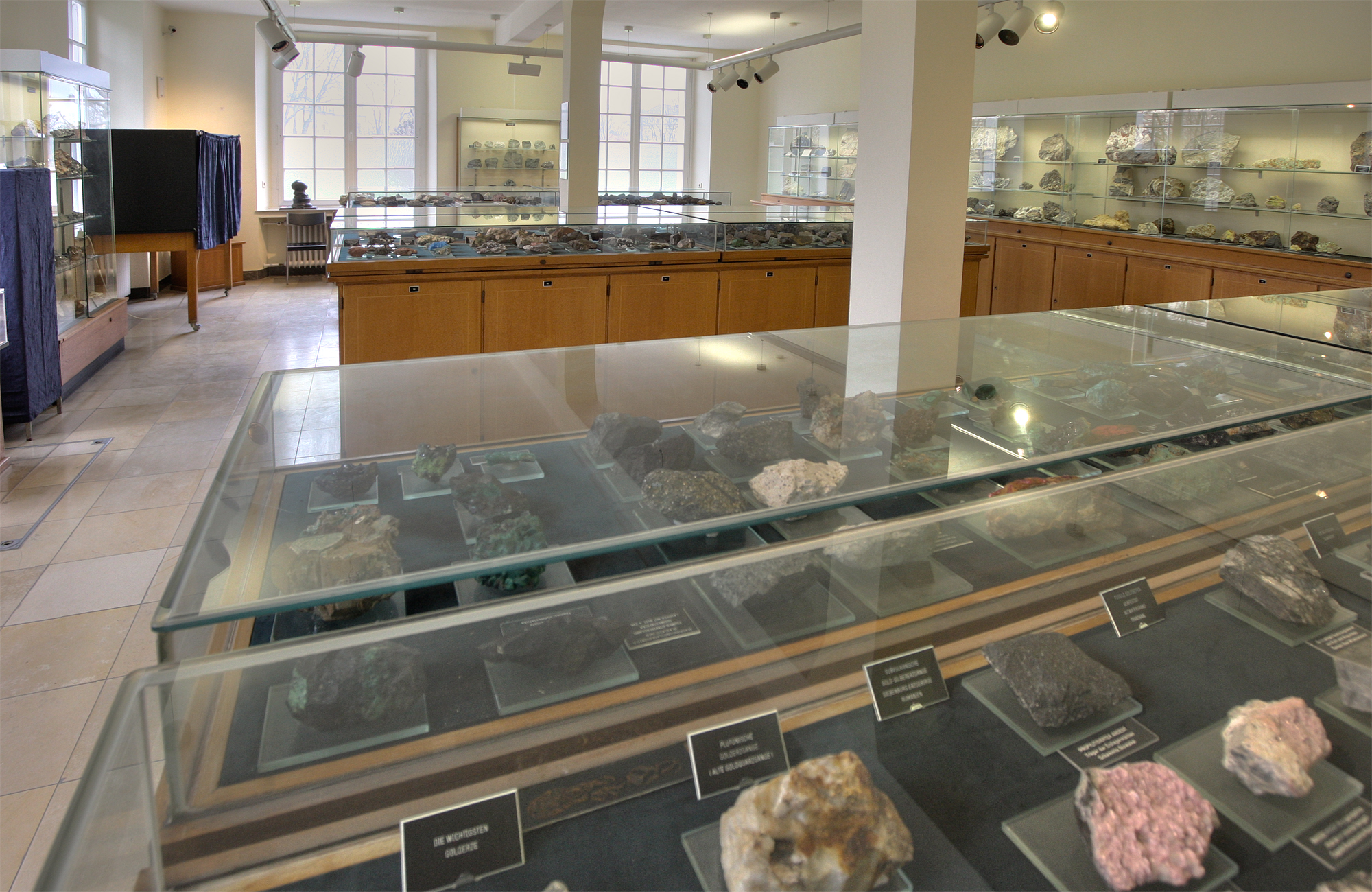
Saal 3 mit den wichtigsten Erzen

Das Mineralogische Museum der Universität Bonn ist ein naturkundliches Museum mit dem Schwerpunkt Minerale im Poppelsdorfer Schloss. Es ist an die Rheinische Friedrich-Wilhelms-Universität Bonn angeschlossen. 
Das Museum zeigt in vier Ausstellungssälen rund 6.000 Objekte. Die Säle sind dabei verschiedenen Themen gewidmet. Im Saal I wird die große Vielfalt der Minerale entsprechend ihrer Systematik gezeigt. In Saal II werden wechselnde Sonderausstellungen präsentiert, zudem sind hier Meteorite ausgestellt. Saal III ist den metallischen Rohstoffen gewidmet. Neben den ausgestellten Erzen finden sich hier viele Alltagsgegenstände, die zeigen, wozu das jeweilige Erz benötigt wird. Saal IV wird auch als Edelsteinsaal bezeichnet, hier wird das Thema Schmuck- bzw. Edelsteine behandelt.

## Geschichte
Nachdem König Friedrich Wilhelm III. die heutige Rheinische Friedrich-Wilhelms-Universität im Oktober 1818 begründete, wurde im Poppelsdorfer Schloss ein dazugehöriges Naturhistorisches Museum eröffnet. Es erstreckte sich über 15 zusammenhängende Säle im Erdgeschoss und beherbergte eine Mineraliensammlung (ca. 13.500 Objekte), eine botanische Sammlung (ca. 3100 Objekte), eine zoologische Sammlung (ca. 11.600 Objekte) und eine paläontologische Sammlung (587 Objekte).  Gründungsdirektor war Georg August Goldfuß. Das Museum erstreckte sich damals über 15 Ausstellungssäle mit etwa 1,320 m2. Es diente den Studierenden, war zudem aber auch für die Öffentlichkeit zugänglich. Die Leitung der mineralogischen Abteilung übernahm Johann Jacob Nöggerath. Nöggerath folgte Goldfuß 1872 schließlich im Amt des Museumsdirektors. Nach seinem Rücktritt folgte der namhafte Mineraloge und Geologe Gerhard vom Rath als Direktor des Museums. Unter ihm wurde für 144.000 Mark die umfangreiche Privatsammlung des Mineralienhändlers Adam August Krantz aufgekauft; sie umfasste 14.000 Mineralstufen und 184 Meteorite. Dieser Zuwachs erhöhte die Reputation der Institution maßgeblich und machte das Museum auch international bekannt. 1882 wurde das Museum umstrukturiert. Es entstanden ein zoologisches, ein paläontologisches und ein mineralogisches Museum, letzteres blieb als einziges in den ursprünglichen Räumlichkeiten des Poppelsdorfer Schlosses bestehen.  
Das Mineralogische Museum zählt zusammen mit seiner Schwesterinstitution, dem Goldfuß-Museum, zu den ältesten Museen im Rheinland. Seine umfangreiche Sammlung mit Mineralen und Kristallstufen von hoher Qualität gehört zu den bedeutendsten in Deutschland und ist international bekannt.

## Ausstellungen
In der Meteoritenausstellung liegt der Forsbach Meteorit, einer von nur acht Meteoritenfunden in Nordrhein-Westfalen. Das Stück fiel 1900 auf das Feld eines Bauern. Über Umwege gelangte das Stück erst 1904 unter Reinhard Brauns in die Bestände des Museums.  
Im Jahr 1954 kam ein Uranwürfel aus dem Deutschen Uranprojekt der Nationalsozialisten in die Sammlungen. Auf Betreiben des Museumsdirektors Alfred Neuhaus wurde das Stück dem Museum vom US Military Security Board in Koblenz überlassen. Heute existieren von den eigentlich 664 Würfeln, die in dem Forschungsreaktor Haigerloch in Baden-Württemberg unter der Leitung Werner Heisenbergs für Versuche eingesetzt wurden, nur noch 13. Über den Verbleib der übrigen Würfel ist nichts bekannt.
Seit Anfang November 2008 ist das Museum mit dem weltweit größten Tigerauge im Besitz eines besonders wertvollen Stücks. Der geschliffene und polierte Schmuckstein hat eine Länge von etwa zwei Metern und ein Gewicht von etwa 150 Kilogramm. Gefunden wurde er in der Bergkette Hamersley Range in Westaustralien.

## Typmaterial-Depot
Im „Typmineral-Katalog Deutschland“, das vom Mineralogischen Museum der Universität Hamburg betreut wird, ist das Bonner Mineralogische Museum als Depot für das Typmaterial der drei anerkannten Mineralarten Bahariyait (HT), Reinhardbraunsit (HT) und Trippkeit (HT) aufgeführt.